# Bioblapsis henryi
Bioblapsis henryi är en stekelart som beskrevs av Michael G. Fitton 1983. Bioblapsis henryi ingår i släktet Bioblapsis och familjen brokparasitsteklar. Inga underarter finns listade.